# آندره ۱۲۹۶
سیارک ۱۲۹۶ (به انگلیسی: 1296 Andree، نامگذاری:1933WE) هزار و دویست و نود و ششمین سیارک کشف شده‌است که در ۲۵ نوامبر ۱۹۳۳ و در الجزیره کشف شد.
قدر مطلق سیارک برابر ۱۰٫۹۰ است.